# NGC 5614
NGC 5614 é uma galáxia espiral (Sab) localizada na direcção da constelação de Boötes. Possui uma declinação de +34° 51' 33" e uma ascensão recta de 14 horas, 24 minutos e 07,3 segundos.
A galáxia NGC 5614 foi descoberta em 1 de Maio de 1785 por William Herschel.